# 中津町 (大阪府)
中津町（なかつちょう）は、かつて大阪府にあった町。おおむね、現在の大阪市北区中津および淀川区新北野にあたる。

## 歴史
名称は中津川左岸に位置したことに由来する。1898年より開削された新淀川によって南北に分断された。大阪市編入後は、当初東淀川区に所属していたが、中津は1943年に新設の大淀区、1989年に北区へ、新北野は1974年に新設の淀川区へ変更された。

### 沿革
- 1889年（明治22年）4月1日 町村制施行により、西成郡下三番村、光立寺村、小島新田、小島古堤新田、成小路村が合併して西成郡中津村が発足。大字光立寺に村役場を設置。
- 1904年（明治37年） 大字下三番に村役場を移転。
- 1910年（明治43年） 大字小島古堤新田を小島古堤に改称。
- 1911年（明治44年）2月1日 町制施行。西成郡中津町となる。
- 1925年（大正14年）4月1日 大阪市に編入され、東淀川区中津町（下三番が改称）、中津本町（光立寺が改称）、新島町（小島新田が改称）、古島町（小島古堤が改称）、十三南之町（成小路が改称）となる。

## 経済

### 産業
農業
『大日本篤農家名鑑』によれば中津村の篤農家は、「日昔吉太郎、橋本徳太郎」などがいた。農業を営む人物は「菅本三右衛門、北村源助、土田忠蔵、辻彌兵衛、辻彌三郎」などがいた。
商工業
- 井上三次郎（薪炭商）[4]
- 井上秀之助（仲立業）[4]
- 大川茂松（三徳湯沸釜煙突鉄器製造業）[5]
- 海野源蔵（金融業）[6][7]
- 北村源助（金融業）[8]
- 北村頼二郎（製菓業）[6]
- 菅常太郎（小麦粉商）[3]
- 菅本繁造（質商[6]、菅本繁造商店代表社員[8]）
- 菅本安太郎（質商）[6] - 菅本繁造の再従兄[8]。
- 辻忠三郎（質業）[3]
- 田中善三郎（煙草商）[6]
- 土田寅吉（土田鋳造鉄工所[3]、チェーン製作[5]）
- 西海與之助（酒類商）[4]

### 地主・家主
地主・家主は「海野源太郎、海野八郎、海野巻、北村源助、北村亀三郎、北村源次郎、土田伊右衛門、中島正夫」、地主は「土田衛、土田駒吉」などがいた。

## 出身・ゆかりのある人物
- 海野源蔵[9]（金融業、大阪府多額納税者）
- 北村源助（金融業、大阪府多額納税者）[8]
- 菅本三右衛門[2]（金融業、農業、資産家、大阪府多額納税者）
- 土田伊右衛門（大阪府会議員、大阪市会議員）
- 佐伯祐三（洋画家）
- 森本薫（劇作家）